# Elsie Johansson
Elsie Gunborg Johansson, född 1 maj 1931 i Vendel, död 15 februari 2025 i Uppsala, var en svensk författare.

## Biografi
Elsie Johansson föddes som femte barnet till en byggnadsarbetare. Familjen bodde i en enkel stuga som fått stå modell för flera liknande bostäder i hennes romaner. Genom en lärarinnas övertalning fick hon börja på realskolan i Uppsala, där hon tog examen 1948. Efter realexamen började hon arbeta vid Posten. Hon gifte sig vid 18 års ålder och fick barn vid 19. 
Hon var anställd vid Posten i 30 år, innan hon vid 48 års ålder debuterade som poet med diktsamlingen Brorsan hade en vevgrammofon. År 1984 debuterade hon som romanförfattare med Kvinnan som mötte en hund. Förutom dikter och romaner för vuxna har Elsie Johansson skrivit för barn och ungdom.
Sitt stora genombrott fick hon med trilogin Berättelsen om Nancy (Glasfåglarna, Mosippan och Nancy), för vilken hon blev flerfaldigt prisbelönad, bland annat med Aniarapriset. Hon har också fått utmärkelsen Litteris et Artibus. Hennes sista roman kom att bli Bladet från munnen, utgiven 2021. Johanssons förmåga att skildra det fattiga Sverige har lyfts fram och hon har liknats vid en modern Moa Martinson. Hon blev en av de mest lästa författarna i Sverige.
År 2022 instiftade Studiefrämjandet litteraturpriset Elsiepriset som årligen tilldelas en författare i Uppsala län som skriver i Elsie Johanssons anda.

## Priser och utmärkelser
- 1980 – Landsbygdens författarstipendium
- 1984 – Thunmanfondens stipendium
- 1996 – Lundequistska bokhandelns litteraturpris
- 1997 – Fackföreningsrörelsens Ivar Lo-pris
- 1998 – BMF-plaketten för Mosippan
- 1999 – Moa-priset
- 2001 – Stig Dagermanpriset
- 2001 – Siripriset
- 2001 – Årets författare (SKTF)
- 2002 – Hedenvind-plaketten
- 2002 – Aniarapriset
- 2002 – Litteris et Artibusmedaljen
- 2004 – Årets väckarklocka
- 2006 – ABF:s litteraturpris
- 2008 – Jan Fridegårdspriset
- 2009 – Sveriges Radios Romanpris för Sin ensamma kropp[4]
- 2010 – Stina Aronsons pris
- 2015 – Signe Ekblad-Eldhs pris
- 2019 –  Bureus-priset (Kungl.Gustav Adolfs Akademien)